# Pierre Vallette
Pierre Vallette (erwähnt von 1552 bis 1561) war ein Kantor und Komponist der Kirche von Genf.

## Leben
Erstmals ist Pierre Vallette am 30. Dezember 1552 als Stellvertreter des Kantors Loys Bourgeois, der eine Reise nach Lyon unternahm, erwähnt. Der Stadtrat von Genf übergab Vallette interimistisch das Kantoreiamt an der Kathedrale Saint Pierre. Seit 1553 wohnte Vallette im Kollegium an der Rive in Genf.
Am 12. Oktober 1553 setzte der Rat statt Pierre Vallette den Kantor Guillaume de La Mœulle als Nachfolger von Loys Bourgeois ein. Vallette erhielt eine Entschädigung. 1556 gab er als Stellvertreter von La Mœulle Unterricht an der Schule der Kathedrale. 1559 heiratete er Anne Oustel, Tochter eines Pastors in Genf.
Vallette blieb vorerst in Genf und wirkte unter anderem als Mitarbeiter bei der Herausgabe des Genfer Psalter mit. Nach 1561 verliess er Genf.

## Werke
- Einleitungsvers zu: Second livre des pseaulmes et sentences tirées tant du psalmiste royal que des autres Saincts Prophètes, mis en musique en forme de motetz, par divers excellens musiciens... Genf, 1555.
- Vorwort zu: Octante neuf pseaumes. Genf 1556[1]
- Lehrbuch für den Gesangsunterricht; 1556[2].
- Neuedition von: Octante neuf pseaumes. Genf, 1559, mit einem Vorwort von Pierre Vallette